# Psectrosema barbatum
Psectrosema barbatum är en tvåvingeart som först beskrevs av Marikovskij 1961.  Psectrosema barbatum ingår i släktet Psectrosema och familjen gallmyggor.
Artens utbredningsområde är Kazakstan. Inga underarter finns listade i Catalogue of Life.